# Скочиляс, Игорь Ярославович
И́горь Яросла́вович Скочиляс (5 апреля 1967, Рудка, Тернопольская область — 20 декабря 2020, Львов) — украинский историк, краевед; кандидат (1999) и доктор исторических наук (2011), декан гуманитарного факультета Украинского католического университета (2010—2020).

## Биография
Окончил Львовский университет с отличием (1991).
С 1993 года — старший научный сотрудник ГАТО. Соучредитель краеведческого общества «Родник» в городе Борщев, соредактор научно-краеведческого сборника «Летопись Борщевщины».
В 1992—1995 годах — член редколлегии научного сборника «Украина в прошлом»; председатель Исторической и член Археографической комиссий НТШ. Член Украинского геральдического общества.
С 1993 года — старший научный сотрудник Львовского отделения Института украинской археографии и источниковедения НАН Украины, с 1999 года — преподаватель кафедры церковной истории Украинского католического университета.
С 2010 года — декан гуманитарного факультета Украинского католического университета.

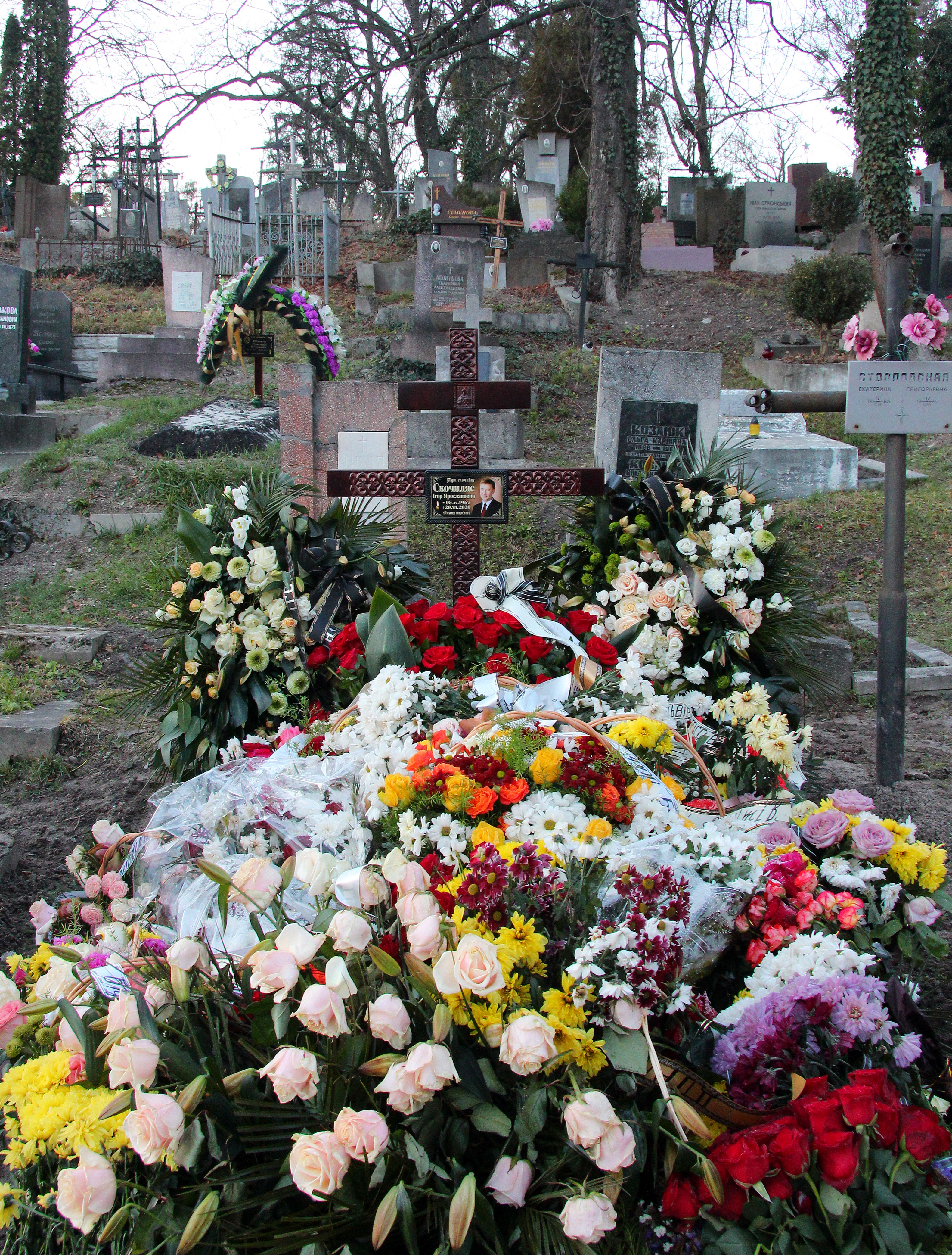
Могила Игоря Скочиляса

Умер 20 декабря 2020 года.

## Работы
Автор историко-краеведческих очерков:
- «Украинская церковь на Борщевщине и другие страницы национального возрождения края» (1992),
- «Почтовый комитет Угиды в общественно-политической жизни Борщевщины середины 20-х — конца 30-х гг. XX века.» (1995),
- монографии «Генеральные визитации Киевской униатской митрополии XVII—XVIII веков» (2004), Научный редактор и автор предисловия к книге: Василий Верига. Очерки по истории Украины (конец XVIII — начало XX века.) // Львов, Издательство «Мир», 1996, ISBN 5-7773-0359-5. Ссылка
- «Генеральные визитации церквей и монастырей Владимирской униатской епархии конца XVII — начала XVIII веков: книга протоколов и отдельные описания», общ. ред. и ист. очерк Анджей Гиль, Игорь Скочиляс, сост. Анджей Гиль, И. Макевич, Игорь Скочиляс, Ирина Скочиляс (Львов-Люблин 2012),
- «Владимиро-брестская епархия XI—XVIII веков: исторические очерки», соавтор Анджей Гиль (Львов 2013),
- «Kościoły wschodnie w państwie polsko-litewskim w procesie przemian i adaptacji: metropolia kijowska w latach 1458—1795», соавтор Анджей Гиль (Люблин-Львов 2014).

Автор более 200 статей, исследований по истории Тернопольщины, истории церкви на Украине.